# کلیسای گریگور روشنگر مقدس، کموتینی
کلیسای گریگور روشنگر مقدس (ارمنی: Սուրբ Գրիգոր Լուսավորիչ եկեղեցի; انگلیسی: Saint Gregory the Illuminator Church) یک کلیسای حواری ارمنی واقع در کموتینی یونان می‌باشد. ساخت و ساز این ساختمان سال ۱۸۳۴ میلادی به پایان رسید. این بنا به سبک معماری ارمنی طراحی شده‌است.